# Союз 21
„Союз 21“ е съветски пилотиран космически кораб.

## Екипажи

### Основен екипаж
- Борис Волинов (2) – командир
- Виталий Жолобов (1) – бординженер

### Дублиращ екипаж
- Вячеслав Зудов – командир
- Валерий Рождественски – бординженер

### Резервен екипаж
- Виктор Горбатко – командир
- Юрий Глазков – бординженер

## Параметри на мисията
- Маса: 6800 kg
- Перигей: 193,4 km
- Апогей: 253,3 km
- Наклон: 51,62°
- Период: 89,7 min

## Описание на полета
Това е кораб № 41 от модификацията Союз 7К-Т. Полетът е проведен в рамките на военната програма Алмаз, осъществено е първото скачване с орбиталната станция Салют-5.
По време на полета са проведени много научни експерименти, като за първи път се използва установката „Кристал“ за синтез на кристали. Проведени са и серия от опити по прехвърляне на гориво, които са с много важно значения за бъдещата експлоатация на товарните кораби Прогрес.
Заради влошаване здравословното състояние и на двамата члена на екипажа полетът е предсрочно прекратен (планираната продължителност е 60 денонощия) и се извършва нощно кацане.